# Toledo-oorlog

Kaart van de 'Toledostrook', de betwiste regio.

De Toledo-oorlog (1835-1836), ook bekend als de Ohio-Michiganoorlog, was een bloedeloos grensconflict tussen de Amerikaanse staat Ohio en het aangrenzende Michigan, dat toen nog een territorium was.
Het geschil kent zijn oorsprong in een verschillende interpretatie van tegenstrijdige staat- en federale wetgeving uitgevaardigd in de periode tussen 1787 en 1805, die op zijn beurt grotendeels het gevolg waren van een slechte kennis van de precieze locatie van de Grote Meren. Dit misverstand veroorzaakte de situatie dat de regeringen van Ohio en Michigan beide soevereiniteit claimden over een gebied van 1.210 km², de zogenaamde 'Toledostrook'. Toen Michigan in de jaren 30 van de 19e eeuw aanstuurde op het statuut van staat
werd gepoogd het betwiste gebied binnen haar grenzen te krijgen. Maar in het Amerikaans Congres slaagde de delegatie van Ohio erin de toekenning van het statuut van staat voor Michigan te verwerpen.
Begin 1835 verordenden beide zijden wetten bedoeld om het disengagement van de andere partij te forceren. De gouverneurs van Ohio en Michigan (resp. Robert Lucas en Stevens Mason) waren echter geenszins bereid tot het afstaan van de strook, wat resulteerde in de oprichting van milities die de orde in het gebied moesten handhaven. Beide milities werden gemobiliseerd en gestuurd naar posities aan weerszijden van de Maumeerivier, in de buurt van Toledo. Op wat 'woordengevechten' na was er algemeen gesproken maar weinig interactie tussen de milities. De enige militaire confrontatie eindigde met het verslag dat er enkel wat schoten in de lucht werden gelost en dat er geen gewonden zijn.
In december 1836 ging Michigan, gestuurd door een zware financiële crisis, alsnog overstag. Onder zware druk van toenmalig president Andrew Jackson en het Congres werd het land gedelegeerd aan Ohio. In ruil werd ongeveer driekwart van Upper Peninsula (Boven-schiereiland) bij Michigan toegevoegd. Hoewel het compromis in Michigan destijds slecht ontvangen werd kan men vandaag de dag, rekening houdend met de latere ontdekkingen van koper en ijzerafzettingen op Upper Peninsula, niets anders dan concluderen dat Michigan meer dan gecompenseerd is voor het verlies van de strip.

## Oorsprong

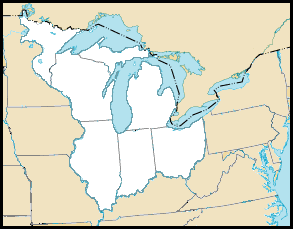
Kaart van het Noordwestterritorium zoals door het Congres in de Noordwestordonnantie vastgesteld werd, afgebeeld met de huidige staatsgrenzen en de juiste geografische relatie tussen Lake Michigan en Lake Erie

In 1787 keurde het Continental Congress de Noordwestordonnantie goed, wat de basis was voor de creatie van het Noordwestterritorium. De verordening gaf verder aan dat het grondgebied uiteindelijk in "niet minder dan drie en niet meer dan vijf" toekomstige staten zou worden verdeeld. Tevens werd vastgelegd dat de noord-zuidgrens voor drie van deze nieuwe staten de 'oost-westlijn vertrekkende vanuit het meest zuidelijke punt van Lake Michigan' wordt.

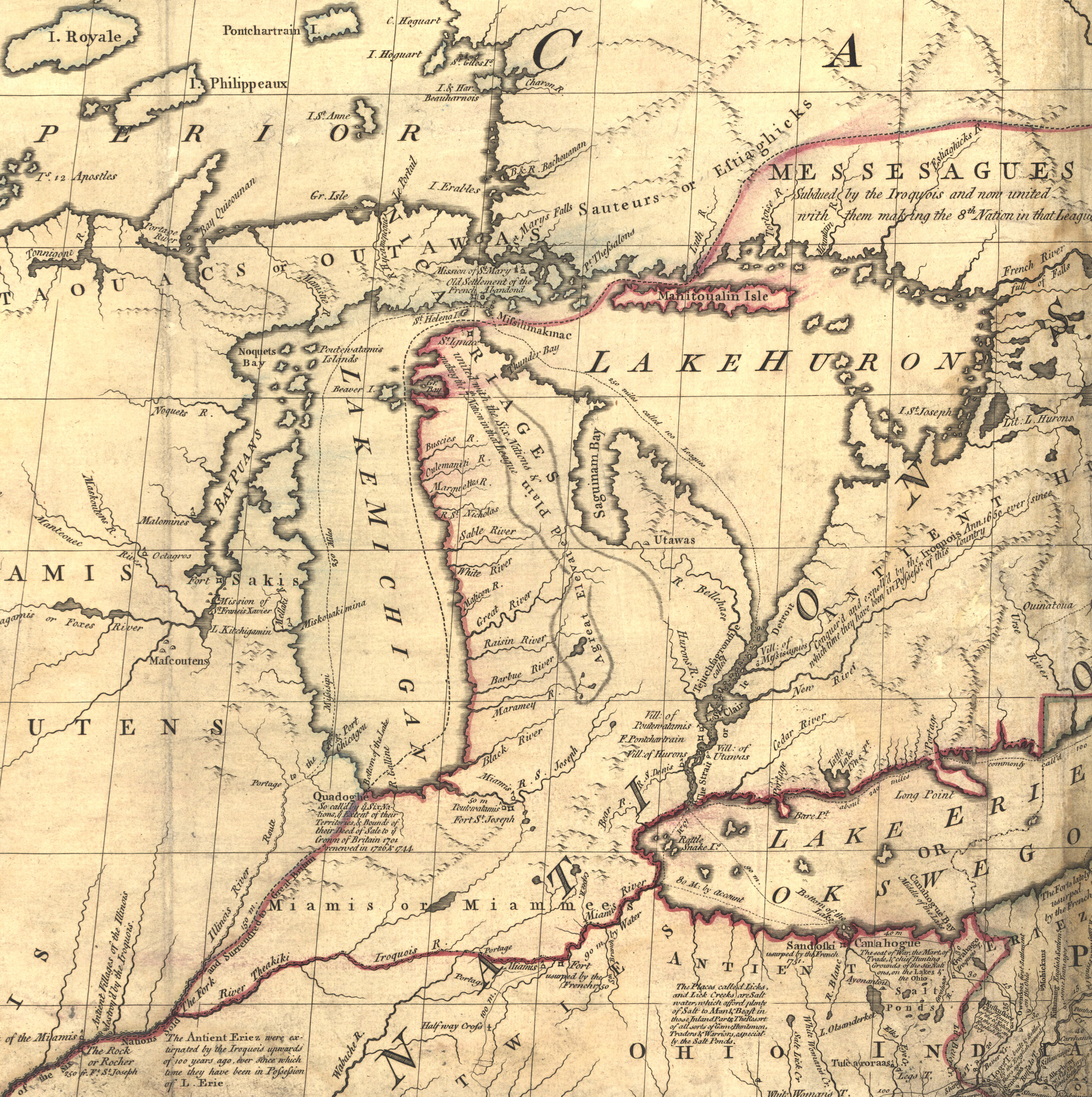
"Mitchellkaart" van de regio, daterend uit de late 18e eeuw, gebruikt voor het maken van de verordening van 1787. Merk op dat de zuidelijke tip van Lake Michigan noordelijker afgebeeld is dan Lake Erie.

Destijds was de exacte locatie van dat meest zuidelijke punt echter nog niet gekend. De toen meest gedetailleerde kaart (de 'Mitchellkaart') plaatste dat punt op dezelfde breedte
als de monding van de Detroitrivier. Dit betekende dat de gehele westelijke kustlijn van het Lake Erie zou behoren tot de staat die men later Ohio zal noemen. In 1802 bekrachtigde men de Enabling Act waardoor Ohio, tot dan toe onderdeel van het Noordwestterritorium, definitief de weg insloeg een staat te worden. De Enabling Act omschreef de noordgrens als volgt : "een oost-westlijn vertrekkende vanuit het meest zuidelijke punt van Lake Michigan lopende naar het oosten tot de intersectie met Lake Erie of de internationale grenslijn met Canada bereikt wordt. Vanaf dan: gelijk lopend met de Canadese grens doorheen Lake Erie tot het punt waar de grenslijn met Pennsylvania inhaakt."
Doordat de grens van de VS met Canada doorheen het midden van Lake Erie loopt en vervolgens noordwaarts langsheen de Detroitrivier verdergaat, in combinatie met de toenmaals heersende overtuiging betreffende de locatie van de meest zuidelijke tip van Lake Michigan, gingen de opstellers van de grondwet van Ohio ervan uit dat de noordgrens zeker ten noorden van de monding van de Maumee zou liggen.
Gedurende Ohio's Constitutionele Conventie in 1802 sijpelden berichten binnen van een lokale pelsjager dat Lake Michigan weleens zuidelijker kunnen liggen dan gedacht. Dus, de kans is reëel dat de oost-west lijn vanuit Lake Michigan's meest zuidelijke punt Lake Erie weleens ergens ten oosten van Maumee Bay zou kunnen ontmoeten, of erger nog, misschien zelfs helemaal niet. Hoe meer Lake Michigan daadwerkelijk zuidelijker ligt, hoe meer land Ohio zou verliezen. Misschien zelfs de gehele Lake Erie-kust ten westen van Pennsylvania.
Replicerend op deze gebeurtenissen intercaleerden Ohio's afgevaardigden een restrictie in het grondwetsvoorstel dat als de rapporten van de pelsjager correct zijn de grens vanuit het meest zuidelijke punt van Lake Michigan iets naar het noordoosten moet lopen zodat Lake Erie ten noorden van Maumee Bay zou gesneden worden. Deze bepaling garandeerde dat het merendeel van de Maumeerivier en de volledige zuidelijke oever van Lake Erie ten westen van Pennsylvania met zekerheid deel gaan uitmaken van Ohio. Het ontwerp-grondwet, inclusief deze clausule, werd door het Amerikaanse Congres goedgekeurd maar zou nadien nog even doorgenomen worden door de Congrescommissie. Het verslag van de commissie concludeerde dat het definiëren van de noordelijke grens afhing van "een feit dat nog niet vastgesteld is" (de locatie van het zuidelijke extreme punt van Lake Michigan), en de leden vonden het niet nodig om "de bepaling in aanmerking te nemen".
Wanneer het Congres in 1805 besloot tot de oprichting van het Michiganterritorium (voorloper van de huidige staat Michigan) werd voor de zuidelijke grensbepaling de Noordwestordonnantie aangewend, welke dus afwijkt met die in Ohio's grondwet. Dit verschil en de mogelijke gevolgen bleven blijkbaar onopgemerkt, maar is wel de juridische basis voor het conflict dat ruim 30 jaar later zal uitbreken.